# Malice
Malice for Quake (англ. злоба, коварство) — модификация для Quake. В разработке участвовали Team Epochalypse, Ratloop и Quantum Axcess. Malice for Quake был издан Quantum Axcess в октябре 1997.
Malice for Quake является самостоятельной игрой, использующей для запуска игровой движок Quake.

## Сюжет
Мир Malice for Quake — особый, самостоятельный мир, мир жестокого будущего, где планетой фактически правят две враждебные организации. Ваш герой — простой (по крайней мере, так кажется) наёмник одной из них.

## Игровой процесс
Игровой процесс тоже довольно сильно отличается от «оригинала» — даже на лёгком уровне играть довольно тяжело, а уж на высшем… Место монстров в рядах ваших противников заняли разномастные солдаты и роботы с очень мощным оружием и искусственным интеллектом, способные нападать из засады и убивать с пары выстрелов.
Не ждите особого разнообразия оружия, не ждите обилия аптечек и боеприпасов — здесь этого нет. Зато ждите сюрпризов в снаряжении: от Распылителя материи, позволяющего проходить сквозь стены, до подводной мини-лодки.
Особо сложных «загадок» не предвидится: цель миссии, как правило, — найти выход. Однако, помимо огромного количества врагов, от вас нередко потребуется ловкость пальцев.
Список нововведений в Malice for Quake:
- 25 новых карт — Включает 16 новых карт для одиночного режима, 2 секретного уровня, и 7 только для режима Deathmatch карт.
- 10 новых оружий — Некоторые оружия перезаряжаются, это стало нормой для шутеров от первого лица тех времён, Malice for Quake был одной из первых игр, которых используют это нововведение.
- 13 новых врагов — Враги никак не связаны с оригинальным Quake. Возможности врагов, совершенно отличны от Quake.
- Новый саундтрек — В Malice for Quake 9 новых треков, стиль музыки электро-рок.
- Новые средства передвижения — Malice включает в себя средства передвижения. Включает в себя парашют, Hoverboard, шпионский робот, минисубмарина с торпедами.
- Quake engine cutscenes — В некоторых картах, есть CutScenes с полным звуком рендером на движке. Malice for Quake первая игра, полноценно использующая Cutscenes в шутерах от первого лица
- Расширение возможностей — Malice for Quake наравне с Duke Nukem 3D добавил много новых фич в компьютерных играх, жанра шутеры от первого лица.
  - Разрушаемые объекты — Некоторые объекты могут быть разрушены, или частично разрушены, включая фонари, некоторые типы стен, которые могут быть уничтожены, в зависимости от силы удара.
  - Передвигаемые объекты — В игре, бочки, ящики и т. д. можно передвигать, фича была и в Half-life.
  - Эффекты погоды — В игре добавлены эффекты дождя, ветра, молний, что придаёт более реалистичную атмосферу игре.